# Stazione di Maienfeld
La stazione di Maienfeld (in tedesco Bahnhof Maienfeld) è una stazione ferroviaria a servizio del comune svizzero di Maienfeld sulla ferrovia Coira-Rorschach.

## Storia
Posta a 502 m s.l.m., la stazione fu attivata il 1º luglio 1858, in occasione dell'apertura della tratta Coira-Rheineck della ferrovia Coira-Rorschach.

## Strutture e impianti
La stazione dispone di 2 binari dotati di marciapiede e uniti da un sottopassaggio per il servizio passeggeri; sono presenti il fabbricato viaggiatori e due pensiline.

## Movimento
La stazione è servita da treni locali a cadenza semioraria sulla relazione Sargans-Coira (linea S12 della rete celere di Coira).

## Servizi
La stazione dispone di:
- Biglietteria automatica
- Negozi
- Parcheggio per auto e bici

## Interscambi
La stazione è connessa con:
- Fermata autobus (Maienfeld, Bahnhof)